# Nhớ em
I Miss You (tiếng Hàn: 보고싶다; Romaja: Bogosipda; cũng được biết đến với tên Missing You, tên tiếng Việt: Nhớ em) là một bộ phim truyền hình Hàn Quốc được sản xuất và công chiếu vào năm 2012 với các diễn viên gồm Yoon Eun-hye, Park Yoo-chun và Yoo Seung-ho. Phim này được đài truyền hình MBC công chiếu vào ngày 07 tháng 11 năm 2012 đến hết ngày 17 tháng 01 năm 2013 vào 10 giờ kém năm phút tối thứ Tư và thứ Năm hàng tuần với tổng cộng 21 tập.

## Nội dung
Han Jung Woo, một cảnh sát hình sự với tính cách vui vẻ, anh mang trong mình ký ức đau thương về mối tình đầu và niềm tiếc nuối không thể bảo vệ được cô gái ấy trĩu nặng trong tim. Lee Soo Yeon – mối tình đầu của Han Jung Woo và là con gái của một kẻ sát nhân. Hai người có tình yêu ở lứa tuổi 15, học cùng trường học nhưng bị chia cách và lớn lên vào tuổi thành niên mang nỗi đau.
Hai người yêu nhau từ thuở mười lăm, nhưng đã không bảo vệ được tình cảm ấy. Hai người học chung nhưng cô Lee Soo Yeon do là con gái của tội phạm giết người. Thực tế thì bố cô bị bắt nhầm và bị tử hình oan, viên cảnh sát bắt nhầm hối hận nên đã đưa mẹ con cô về sống chung. Vì vậy cô bị cả trường học kỳ thị trừ Han Jung Woo. Sau đó hai người chơi chung và phát triển tình cảm nhưng có một sự kiện đau thương xảy ra. Han Jung Woo bị kẻ thù của bố anh bắt cóc, Lee Soo Yeon chạy theo cứu vì thế hai người cùng bị bắt và nhốt chung vào nhà kho, Lee Soo Yeon bị hãm hiếp trước mặt của Han Jung Woo, sau đó anh tìm cách thoát được và bỏ chạy để Lee Soo Yeon nằm lại một mình trên sàn nhà. Han Jung Woo chạy đi báo bố và cảnh sát để giải cứu, khi tới nơi thì cô đã biến mất khỏi hiện trường, từ đó Han Jung Woo không còn gặp lại cô nữa và luôn dằn vặt vì đã bỏ rơi người yêu.
Mười bốn năm sau, hai người gặp lại nhau khi Lee Soo Yeon từ Pháp trở về, đi chung với Harry (người đã giải cứu cô khỏi bọn bắt cóc) tên thật là Kang Hyung Joon. Họ tiếp tục cuộc sống của mình, che đậy cảm xúc và nỗi đau từ quá khứ. Kang Hyung Joon, đối thủ của Han Jung Woo trong việc giành lấy trái tim của Lee Soo Yeon là một người đàn ông mang trong mình đầy hận thù ẩn sau cách hành xử lịch thiệp bề ngoài, thực sự mẹ của Kang Hyung Joon bị bố của Han Jung Woo giết và khiến anh bị tật ở chân phải chạy trốn nên anh trở về để trả thù.

## Diễn viên

### Diễn viên chính & Diễn viên Lồng Tiếng Việt
- Park Yoo-chun trong vai Han Jung-woo[1][2][3] (Tiến Đạt)
- Yoon Eun-hye vào vai Lee Soo-yeon/Zoe Lou[4][5] (Huyền Chi)
- Yoo Seung-ho thủ vai Kang Hyung-joon/Harry Borrison[6][7][8] (Trường Tân)
- Jang Mi-in-ae đóng vai Kim Eun-joo[9]

### Diễn viên phụ
- Han Jin-hee vai Han Tae-joon
- Song Ok-sook vai Kim Myung-hee
- Do Ji-won vai Hwang Mi-ran
- Lee Se-young vai Han Ah-reum
- Oh Jung-se vai Joo Jung-myung[10]
- Song Jae-ho vai Choi Chang-shik
- Jun Kwang-ryul vai Kim Sung-ho
- Kim Sun-kyung vai Jung Hye-mi
- Cha Hwa-yeon vai Kang Hyun-joo
- Kim Mi-kyung vai Song Mi-jung
- Jo Deok-hyun vai thư ký Nam
- Park Sun-woo vai Kang Sang-deuk
- Jung Suk-yong vai trung úy Sở cảnh sát

### Diễn viên khách mời
- Kim So-hyun vai Lee Soo-yeon lúc trẻ
- Yeo Jin-goo vai Han Jung-woo lúc còn nhỏ
- Ahn Do-kyu vai Kang Hyung-joon lúc trẻ
- Yoo Yeon-mi vai Kim Eun-joo lúc trẻ
- Jeon Min-seo vai Han Ah-reum lúc trẻ
- Chun Jae-ho vai trợ lý Yoon
- Kim Sae-ron vai Bo-ra[11]

## Phát sóng
- Malaysia: Bộ phim cùng phụ đề tiếng Malay được phát sóng trên kênh TV9 vào lúc 21:30 từ ngày 28 tháng 1 năm 2013 với 31 tập.
- Nhật Bản: Bộ phim cùng phụ đề tiếng Nhật được phát sóng trên kênh DATV từ ngày 28 tháng 3 năm 2013 với 21 tập.
- Hy Lạp: Bộ phim cùng phụ đề tiếng Hy Lạp được phát sóng trên kênh TV100 từ ngày 4 tháng 9 năm 2013 với 21 tập.
- Philippines: Bộ phim được lồng tiếng Tagalog và phát sóng trên kênh ABS-CBN
- Việt Nam: Tại Việt Nam, phim từng được TVM Corp. mua bản quyền và phát sóng trên kênh HTV3 vào mỗi tối từ thứ hai đến thứ năm trong khoảng thời gian từ 21:30 - 22:30 bắt đầu từ ngày 3 tháng 6 năm 2014 [12]